# Aish HaTorah

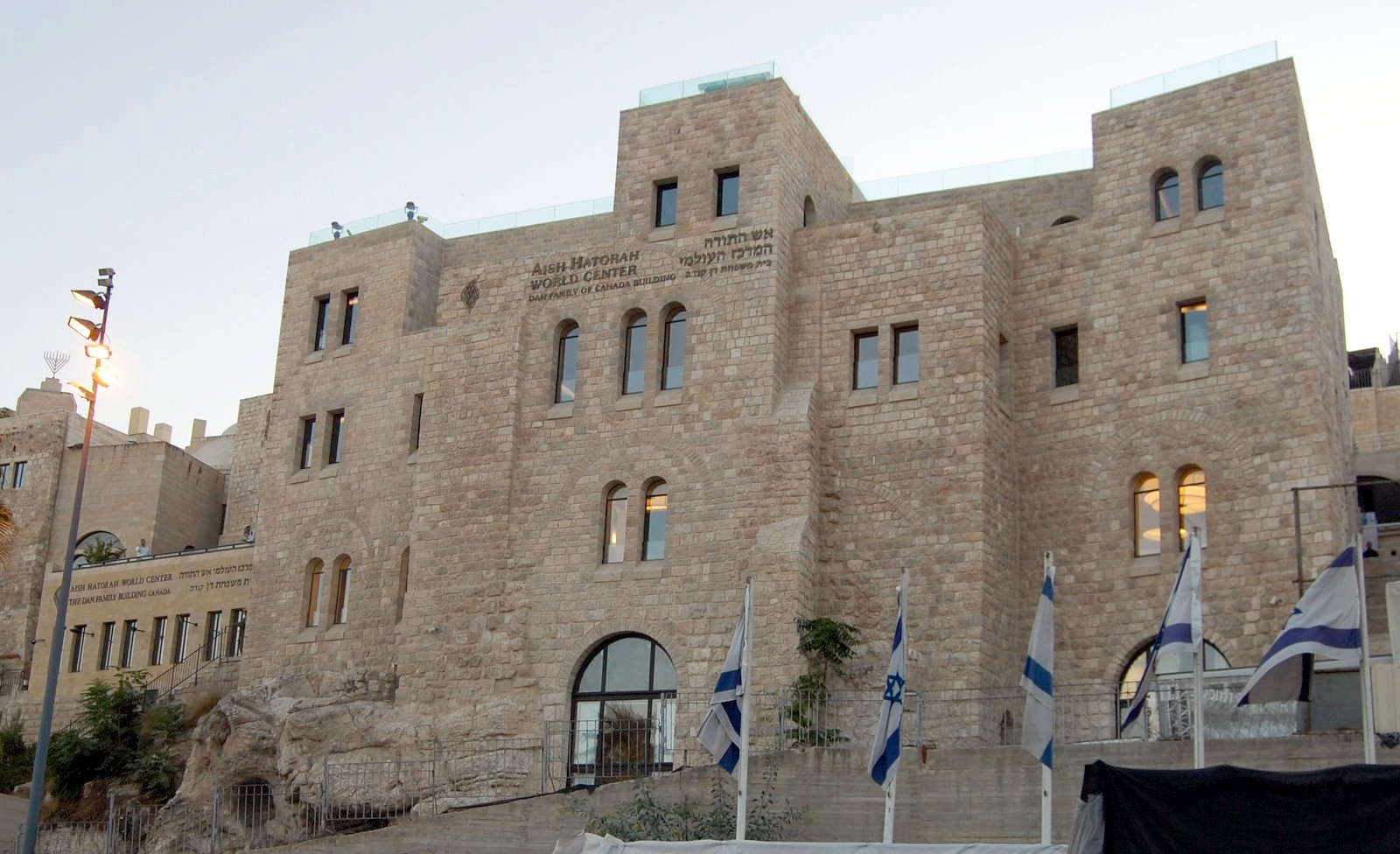
Centro Mundial Aish HaTorah em Jerusalém

Aish HaTorah (do hebraico אש התורה, Fogo da Torá) é uma organização ortodoxa judaica pró-Israel que encoraja o povo judeu a imigrar para Israel e se conectar ao seu povo e sua história. A Aish HaTorah foi estabelecida em  Jerusalém em 1974 pelo rabino Noah Weinberg. 